# Joseph Canteloube

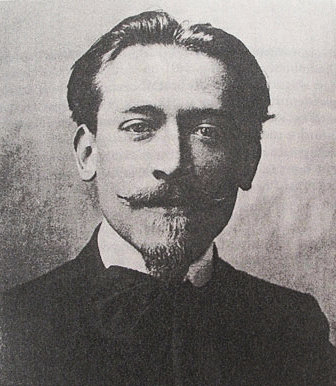
Joseph Canteloube

Marie-Joseph Canteloube de Malaret (Annonay (Ardèche), 21 oktober 1879 – Grigny (Essonne), 4 november 1957) was een Franse componist, musicoloog, pianist en muziekpublicist. Zijn bekendste werk is Chants d'Auvergne voor zangstem en orkest en daaruit in het bijzonder het lied Baïlèro.

## Levensloop
Canteloube werd geboren in het departement Ardèche, maar kwam uit een familie die diep geworteld was in Auvergne. Hij studeerde al sinds zijn kleuterjaren piano bij Amélie Daetzer, een leerling van Frédéric Chopin. Hij was enige tijd bankemployé in Bordeaux. Na herstel van een ernstige ziekte besloot hij zijn leven aan de muziek te wijden. Hij werd in 1901 student van Vincent d'Indy aan de Schola Cantorum de Paris, waar hij bevriend raakte met Déodat de Séverac, Isaac Albéniz en Albert Roussel.
In 1907 schreef hij een vierdelige suite voor viool en piano, Dans la montagne, met behulp van bewaard gebleven schriftelijke aanwijzingen van D'Indy. Andere werken van Canteloube zijn Colloque sentimental voor zangstem en strijkkwartet (1908), Eglogue d'Automne voor orkest (1910), het symfonisch gedicht Vers la Princesse lointaine (1912), Au Printemps voor zangstem en orkest en L'Arada, een cyclus van zes liederen (1922).
Voor zijn eerste opera Le Mas (1910-13) schreef Canteloube zelf het libretto in het Occitaans. Hij won er in 1925 de Prix Heugel mee, die hem een prijs van 100.000 francs opleverde. Toch werd het werk na de première op 3 april 1929 bij de Opéra-Comique in Parijs niet meer opgevoerd. Een soortgelijk lot trof zijn tweede opera Vercingétorix op een libretto van Étienne Clémentel en Hervé Louwyck, die zijn première beleefde bij de Opéra Garnier op 22 juni 1933, maar volgens de critici dramatische kwaliteiten miste.
In 1925 behoorde Canteloube in Parijs tot de oprichters van de groep La Bourrée, die ten doel had de folklore van Auvergne te verbreiden. Hij was van mening dat "liederen van het boerenland het hoogste niveau van zuivere kunst kunnen bereiken, zowel qua gevoel en expressie als qua vorm". Hij componeerde en arrangeerde diverse bundels liederen, onder andere Chants de Haute-Auvergne, Chants religieux d'Auvergne, L'Hymne des Gaules en albums met liederen uit Rouergue, Limousin en Quercy.
Met zijn opvattingen over pure en eenvoudige kunst, tegen een "over-ontwikkeld intellectualisme", kwam hij in reactionair vaarwater terecht. Hij propageerde de Franse folklore in de krant van de conservatieve Action Française en had een nationalistisch liederenprogramma op de radio waarin hij de tenor Christian Selva op de piano begeleidde. Ze namen samen ook platen op. In 1941, tijdens de Tweede Wereldoorlog, sloot hij zich aan bij het collaborerende Vichy-bewind.
Als musicoloog legde Canteloube een grote verzameling traditionele Franse volksmuziek aan, een pionierswerk dat vergelijkbaar is met wat Bartók en Kodály deden voor de Hongaarse volksmuziek. Daarnaast schreef hij biografieën van zijn leermeester Vincent d'Indy en zijn studievriend Déodat de Séverac.

## Evaluatie
Canteloube heeft er meer dan dertig jaar over gedaan om zijn populairste werk, de befaamde Chants d'Auvergne voor zangstem en orkest uit de jaren twintig, bij te schaven totdat hij geheel tevreden was. Met als vertrekpunt de bestaande volksmelodiek schiep hij een hartstochtelijk, evocatief en meesterlijk georkestreerd beeld van het fraaie landschap en de boerenbevolking van zijn geliefde Auvergne. Hoewel hij betrekkelijk weinig zelf heeft gecomponeerd en de voorkeur gaf aan bewerkingen van volksmelodiek, bewijst de Tryptique uit 1914, op drie gedichten van Roger Frêne, dat hij wel degelijk in staat was tot eigen composities van hoge kwaliteit, in een stijl die verwant is aan die van Franck, Chausson en D'Indy.

## Werkenlijst
- Colloque sentimental (1903) voor zangstem en strijkkwartet
- Dans la montagne (1904), suite voor viool en piano
- Chants populaires de Haute-Auvergne et Haut-Querey (1907)
- Eglogue d'automne (1909), voor zangstem en orkest
- Vers la Princesse Lointaine (1910–1911) voor orkest
- Le Mas (1910–1913), opera in drie bedrijven
- Au printemps (1913), lied met orkest
- Tryptique (1914), drie liederen met orkest
- L'arada six pieces (1918–1922), lied met orkest
- Als catalans (1923), 6-stemmige volksliedbewerkingen
- Chants d'Auvergne (1923–1930/1955) voor zangstem en orkest
- Cinq chants paysans (1927) voor koor
- Chants religieux de Haute-Auvergne (1929) voor zangstem en piano
- Nouveaux chants paysans (1931) voor koor
- Trois esquisses symphoniques "Lauriers" (1931) voor orkest
- Vercingétorix (1930–1932), opera in vier bedrijven
- Chansons galantes du XVIII siècle (1933) voor 4-stemmig koor en klavecimbel
- Pièces Françaises (1934–1935), concert voor piano en orkest
- Chansons galantes, deuxième série (1935), liedbewerkingen
- Chants paysans, troisième série (1935) voor koor
- Poèmes (1937), concert voor viool en orkest
- Chants des terroirs Français (1939) voor koor
- Chants de France, deuxième série (1939–1940) voor koor en orkest
- Anthologie des Chants Populaires Français (1939–1943), volksliedbewerkingen
- Chanssonier alsacien (1945) voor koor
- Rustiques (1946) voor hobo, klarinet en fagot
- Chants de l'Angoumais (1947)
- Chants du languedoc (1947)
- Noëls populaires français (1948)

## Publicaties
- Les chants des provinces françaises. Didier & Heugel, Paris, 1946.
- Déodat de Séverac. Paris, 1950. Heruitgave door de Société de musicologie de Languedoc, Béziers, 1984.
- Vincent d'Indy. Henri Laurens, Paris, 1951.

## Discografie (selectie)
- Dans la montagne. Philippe Graffin (viool), Pascal Devoyon (piano). Hyperion CDA 67427 (2004)
- Chants d'Auvergne. Dawn Upshaw (sopraan), Orchestre de l'Opéra National de Lyon, Kent Nagano (dirigent). Erato 0927-44656-2 (2002)
- Chants d'Auvergne. Véronique Gens (sopraan), Orchestre Nationale de Lille, Jean-Claude Casadesus (dirigent). Naxos 8.557491 (2004)
- Chants d'Auvergne 2 - Chants de France - Triptique. Véronique Gens (sopraan), Orchestre Nationale de Lille, Serge Baudo (dirigent). Naxos 8.570338 (2007)